# Thrypticus abdominalis
Thrypticus abdominalis är en tvåvingeart som först beskrevs av Thomas Say 1829.  Thrypticus abdominalis ingår i släktet Thrypticus och familjen styltflugor. Inga underarter finns listade i Catalogue of Life.